# スキーフライング

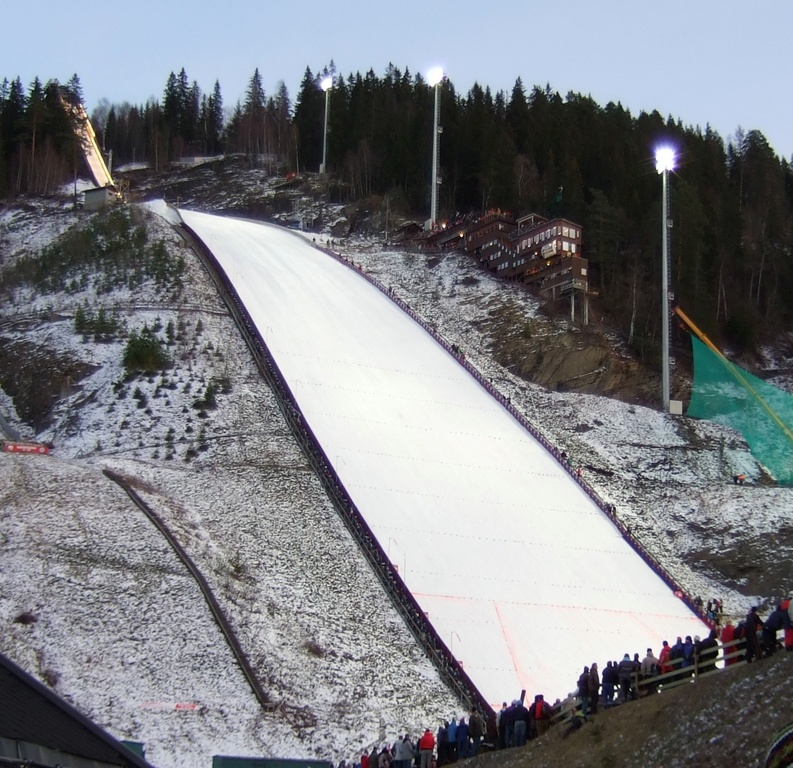
ヴィケルスンのフライングヒル(写真は改築前)

スキーフライングはスキージャンプの一種でK点170m、ヒルサイズ185m以上のジャンプ台を使用して行われる競技である。
この規模のジャンプ台を「フライングヒル」と呼称し、またこの台で行われる種目も「フライングヒル」と呼称される。
その歴史は1934年、スタンコ・ブロウデクがユーゴスラビアのプラニツァに100mの飛行を可能にするブロウトコヴァ・ヴェリカンカジャンプ台を建設したことに始まる。1936年3月15日にオーストリアのヨーゼフ・ブラドルが史上初めて大台を超える101mのジャンプを成功させた。
1950年代に入ると西ドイツのオーベルストドルフやオーストリアのタウプリッツにも150mの飛行が可能なジャンプ台が建設された。
1972年に国際スキー連盟(FIS)主催のスキーフライング世界選手権が開始され、1979-1980シーズンにスキージャンプ・ワールドカップが始まるとその中の1種目とされた。
1994年3月17日にフィンランドのトニ・ニエミネンが史上初めて200mを超えるジャンプを成功させた。現在の最長記録はスロベニアのドメン・プレヴツが記録した254.5mである。

## 歴史

### 飛距離の追求と100mジャンプ

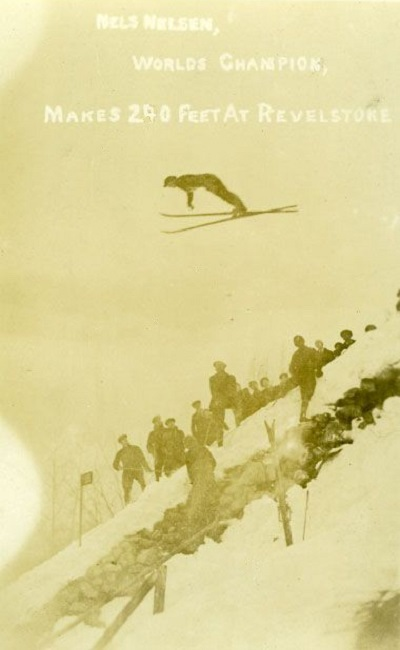
アメリカのNels Nelsonが1925年にRevelstokeで73.1mを飛んだ。

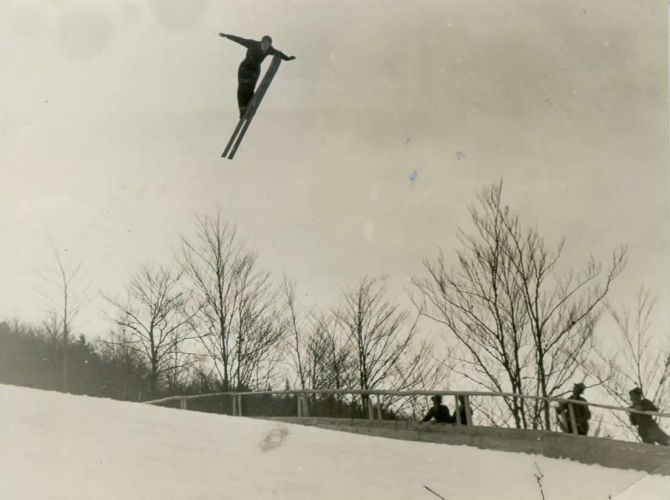
1936年、ブロウトコヴァ・ヴェリカンカを飛ぶFranc Pribošek

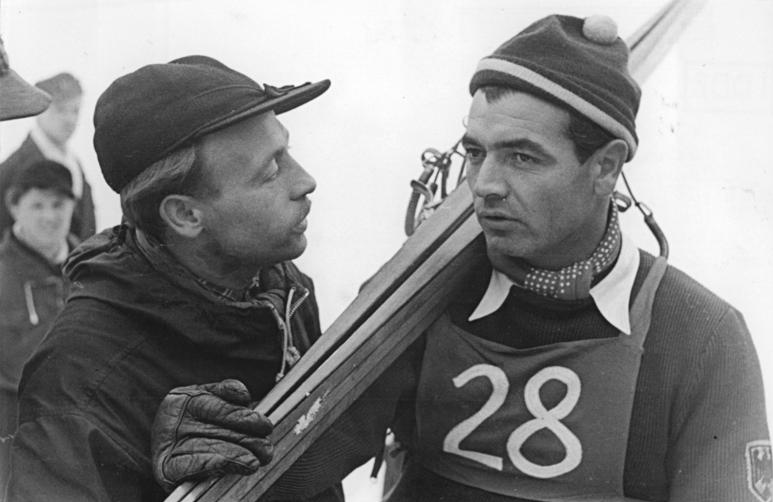
127mの世界記録（当時）を飛んだゼップ・ヴァイラー (右)

20世紀初頭のスキージャンプはノルウェーの選手が圧倒的に強かった。この頃ジャンプの飛距離は多くがアメリカ合衆国の整備されたジャンプ台で更新されたが、主催者はノルウェーの優秀なジャンパーを招いて競技を開催した。
1913年、ノルウェー出身のラグナー・オムトベット(Ragnar Omtvedt)がアイアンウッドのジャンプ台で史上初めて50mを超えた。1931年にはシグムント・ルートがスイスのダボスで80mを突破した。
1931年、ユーゴスラビアのエンジニア、スタンコ・ブロウデク（Stanko Bloudek)がこれまでよりはるかに大きなジャンプを可能にするジャンプ台を計画した。クラーニ近郊のプラニツァに建設されたブロウトコヴァ・ヴェリカンカは現在の規格に当てはめると建築基準点（K点）が108mになる巨大なジャンプ台であった。
当時のFISの規定ではジャンプ台に設定された限界距離（極限点、K点）を8パーセント超える飛距離が出るとスタート位置を下げて飛距離を抑えることとなっており、1936年2月に限界距離の最大は80mと定められた。すなわち80+80×0.08=86.4m以上のジャンプは公認されなかった。
1934年3月25日、ブロウトコヴァ・ヴェリカンカでノルウェーのビルゲル・ルートが初めて90mの大台を超える92mを飛んだ。
1936年までに全体的に50m上方に移動され、K点が120mとなった。
限界距離が80mより大きいジャンプ台はFISにより使用禁止となったが、1936年3月のプラニツァの大会は開催された。ノルウェーの選手は協会からこの大会への参加を止められた。
1936年3月15日の大会ではオーストリアの17歳の新鋭ヨーゼフ・ブラドルが史上初めて100mの大台を突破する101mを記録した。
FISによって規制された直後に記録されたこのジャンプが今日、「スキーフライング」の始まりと認識されている。
この大会に参加できなかったノルウェーのシグムント・ルートは1938年に出版した自叙伝でブロウトコヴァ・ヴェリカンカを「ここは人間が自らその身を投げ出す最大の奈落の底である」と評している。
ブロウトコヴァ・ヴェリカンカが建設される数年前の1927年、スイスのエンジニアであるラインハルト・シュトラウマン(Reinhard Straumann)がスキーフライングの基礎研究に空気力学計算を取り入れて構築した。
1936年になって風洞実験によって得られた知見を用いてブロウトコヴァ・ヴェリカンカが改修され、ユーゴスラビアスキー連盟のメンバーはスキージャンプからスキーフライングを独立させるルールを提案した。この提案をFISは考慮しなかった。
このため、彼らはその時点で協会のジャンプ委員会のメンバーだったシュトラウマンにスタンコ・ブロウデクとの接触を依頼した。
これを受けてFISはスキーフライングを「実験」とみなして、シュトラウマンが空気力学に関する研究を推進するための手法として理由付けした。
その結果1938年にブラドルが107.0mの新記録を樹立し、国際スキー連盟は、プラニツァのフライング台の規制を解除した。しかしそれ以外のジャンプ台については引き続き極限点80mの基準が残された。
1941年にはドイツのルドルフ・ゲーリング(Rudi Gehring)が118mに記録を伸ばした。

### 1950年代初めの議論とオーベルストドルフでの世界新記録
第二次世界大戦後数年間ドイツの選手はプラニツァでのスキーフライングをはじめ、ほとんどのスキージャンプの国際大会から締め出されていた。
1948年、スイスのフリッツ・ツァンネン(Fritz Tschannen)が120.0mの大台に到達し、1941年にルドルフ・ゲーリングが記録した118mを7年ぶりに更新した。
義理の兄弟ゼップ・ヴァイラー(Sepp Weiler)はオーペルストドルフの世界で2番目のスキーフライング台（後に主任建築家のハイニ・クロッパー(Heini Klopfer)の名前が冠された）建設に関与した。
クロッパーはオープニング戦の前に、ドイツのスキーフライング台の建設は、"感覚を追うことに戻る意図"に設定することはできず、"スキージャンプ競技の政治的状況の論理的な結論"だったと語った。
オーベルストドルフの街から南に約4kmの地点に1950年2月完成したフライング台はK点が120mで、FISが1936年に基準を定めて以降初めて建設された規格外のジャンプ台であった。。
1950年2月28日から3月6日にかけて第一回国際スキーフライングが開催され、オーストリア、イタリア、スウェーデン、スイス、ドイツの五カ国から選手が参加した。選手は一週間のうちに最低6本の飛行を行い、うちベスト5本の平均飛距離で順位が争われた。
初日の2月28日にオーストリアのヴィリ・ガンチュニック(Willi Gantschnigg)が124mの新記録、3月2日にはゼップ・ヴァイラーが127mで新記録、3月3日にはついに130mの大台を突破する。スイスのアンドレアス・デシャー(Andreas Däscher)が130m、ゼップ・ヴァイラーが133m、スウェーデンのダン・ネッツェル(Dan Netzell)が135mを記録した。この大会の優勝者は平均飛距離127.2mのゼップ・ヴァイラーだった
。
翌1951年の同大会ではフィンランドの19歳タウノ・ルイロ(Tauno Luiro)が139.0mを記録した。
記録の急激な伸びは明らかにスキーフライングの進歩を示していた。第一回スキーフライング週間には延べ17万人の観衆が訪れ、その後の数年間は毎年10万人の観客を集めた。
FISのジャンプ委員長シグムント・ルートは1951年のスキーフライング週間で述べている。"スキーフライングはまだ感覚を少し強調し過ぎる感がある"。更にその弟ビルゲル・ルートは
"フライングはスキーの不倶戴天の敵"として非難した。一般人のスキージャンプに対する興味が低下し、フライングはスポーツの興味より賭博的な興味が増すだろうと述べた。
1950年代初頭での議論のもう一つのポイントは、スキージャンプとスキーフライングを区別するかどうかという問題だった。
とりわけ、1950年代に現役でプラニツァとオーベルストドルフの両方でジャンプをしたヨーゼフ・ブラドルは、これを否定した。彼は1952年に出版した自伝で次のように述べている。
スキージャンプでは技術的・体力的に整えばだれでも100から120m飛行することが出来る。しかし、このような大ジャンプを完璧に成功させるには気象状況・選手のコンディションが整うことが必要で、それは普通のジャンプよりも稀である。したがって危険性は高い。
このような理由から私はスキーフライングは競技としては不適当であると考える。
しかし、スキーフライングは最高級のスポーツの一つになる責任を負う。
ブラドルやその他の現役選手と対照的に、ラインハルト・シュトラウマンはスキーフライングに空気力学が及ぼす役割のみに注目した。
彼は、将来的に、選手が事前に設定した地点を狙って正確に飛ぶ「ターゲットジャンプ」の導入を提案した。
また、彼は飛行スラロームについて可能性を検討した。これは、選手は空中で蛇行して飛ばなければならないものである。

### タウプリッツとヴィケルスンの新フライング台とK.O.Pの確立（1950-1960年代）

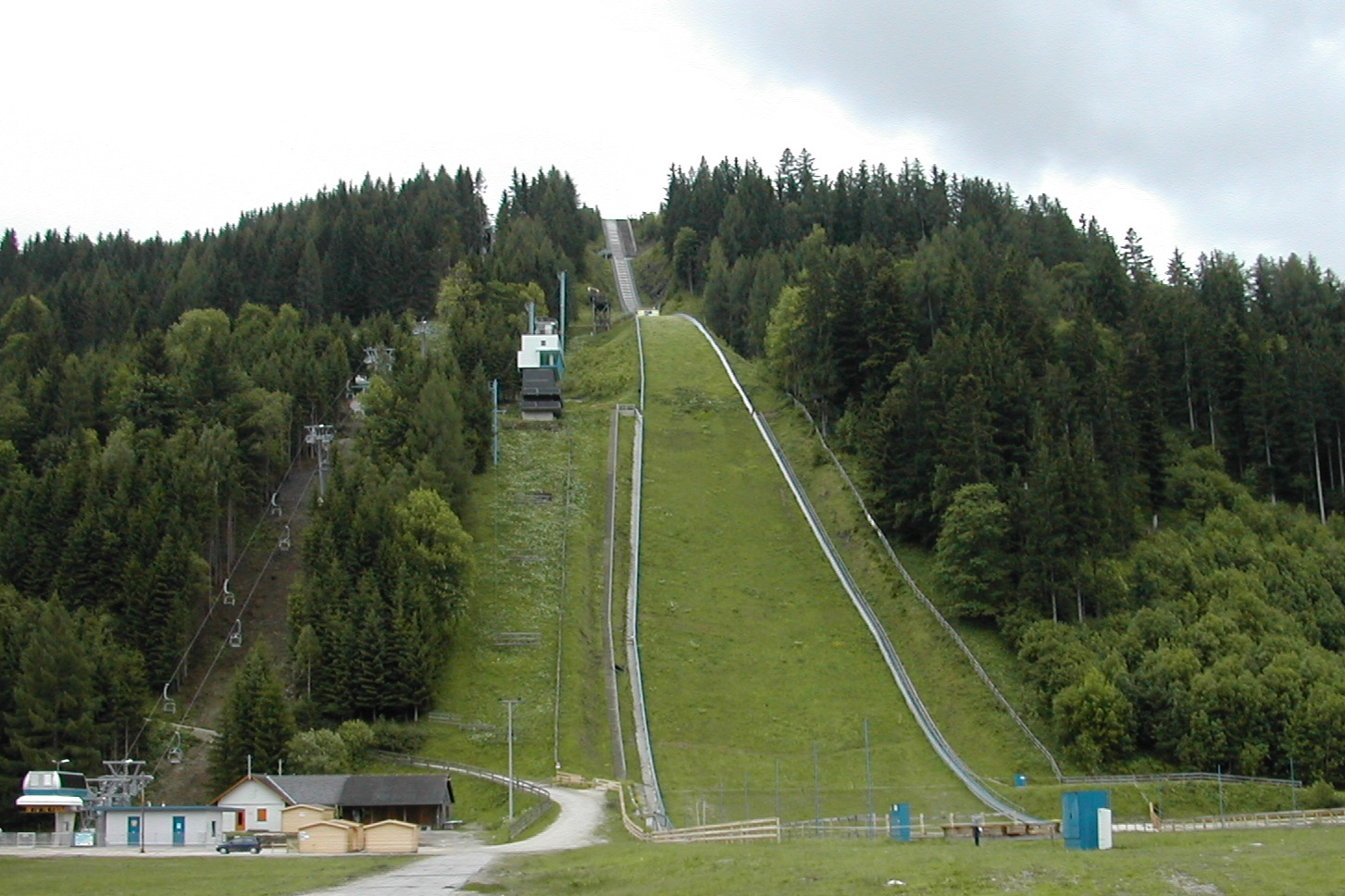
クルムスキーフライングシャンツェは1950年にオープンしその後数度改修された。最近の改修は2004年。

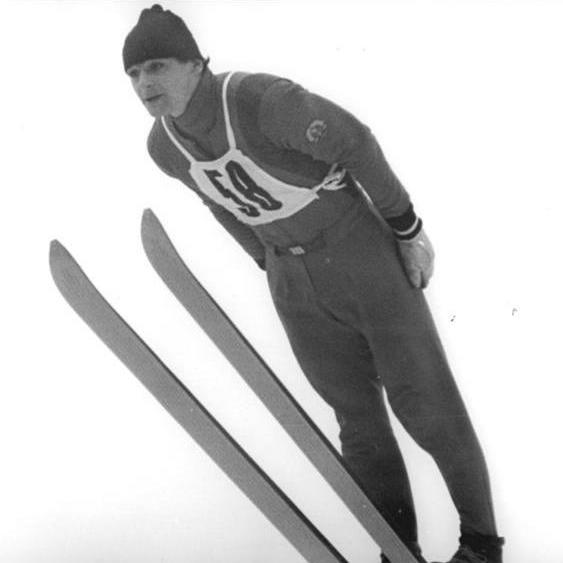
東ドイツのマンフレート・ヴォルフは1969年にプラニツァで世界新記録を飛んだ。 (写真は1970年のオーベルホフ大会)

1951-1952シーズンからFISはスキーフライングを監督下に置くことを決定した。
1950年に完成したタウプリッツのクルム大ジャンプ台が1952年に拡張されてフライング台となった。FISはプラニツァ、オーベルストドルフと合わせた3か所のフライング台持ち回りで年1回「FIS国際スキーフライング週間」を開催することとした。したがって1953年の国際スキーフライング週間はクルムで開催、プラニツァでは次年度の開催となった。
オーストリアとユーゴスラビアでの試合は、財政的にも競技としても失敗だった。
ドイツのニュース誌シュピーゲルは、"乱立する巨大なスポーツイベント"の1つになったこの3ジャンプ台のイベントにおいて新しいレコードの達成は事実上不可能であることを指摘した。
1955年にオーベルストドルフで開催されたスキーフライング週間では飛距離に制限が設けられた。K点（オーベルストドルフは120m）距離の108パーセントを飛距離の上限に定め（120×1.08=129.6m）、また飛距離だけでなく、初めて飛型点が導入され、総得点で順位を決定することとした。これらの決定は飛型審判の主観が入るとして観客に不評であったが、スキーフライング週間はFISの次シーズンのプログラムにも加えられた。
FISは1957年のスキーフライング週間が「大成功」だったと述べた。この時期もっとも成功したジャンパーは東ドイツのヘルムート・レクナゲルで、1957年から1962年のスキーフライング週間で5度の優勝、2度最長不倒を記録した。しかし1951年のタウノ・ルイロの記録を上回ることは無かった。1961年、ユーゴスラビアのJože Šlibarが141mを飛んで10年ぶりに世界記録を更新した。
1962年クルムでのFISスキーフライング週間の際には14カ国から当局関係者、コーチ、FIS審判員が参集した。
リュブリャナの会議では、オーベルストドルフヒルの建築家ハイニ・クロッパーの提案で1962年10月27日にスキーフライングの国際協会が設立された。
新設された「国際スキークラブプラニツァK.O.P.」（KOPは3つのフライングジャンプ台クルム(Klum)、オーベルストドルフ(Oberstdorf)、プラニツァ(Planica)の頭文字を採ったもの）はスキーフライングに関する権利の保有とFISスキーフライング選手権の主催権を得た。この計画はスキーフライング世界選手権の実現までに10年を要した。
この遅延は、主に北欧諸国の拒絶反応に起因した。FISの技術委員会の代表者は、スキープログラムの拡大に取り組み続けた。
1965-1966シーズンに、長年スキーフライングに対して否定的であった北欧で初めてのフライング台が、Østerdalenのスキークラブとの誘致合戦に勝ったヴィケルスンのスキーセンター内に完成した。
1966年のオープニングゲームでビョルン・ヴィルコラが145mの新記録を樹立、続けて146mまで記録を伸ばした。ノルウェー人による記録更新は1935年にライダル・アンデシェンが99mを記録した時以来31年振りの事であった。
1967年にオーベルストドルフでラーシュ・グリニが150mの大台に到達、同年ヴィケルスンでラインホルト・バハラーが154mを記録した。
1969年、プラニツァにブラドとヤネスのゴリシェク兄弟の設計による更に巨大なジャンプ台「レタウニツァ・ブラトウ・ゴリシェク」が完成、1969年3月21日にヴィルコラとイジー・ラシュカが156mを飛ぶと翌日にはヴィルコラが160m、ラシュカが164m、3月23日にはマンフレート・ウォルフが165mを記録した。
ヤネス・ゴリシェクは新記録ラッシュの最中1970年に質問に答えて次のように述べている。「良好な条件下で経験豊富なジャンパーは200mの飛行が出来るだろう」
この頃オスロでは200mジャンプが可能な台が計画されたが、構想に留まった。

### スキーフライング世界選手権の開始とスキージャンプ・ワールドカップへの参加（1970-1980年代）

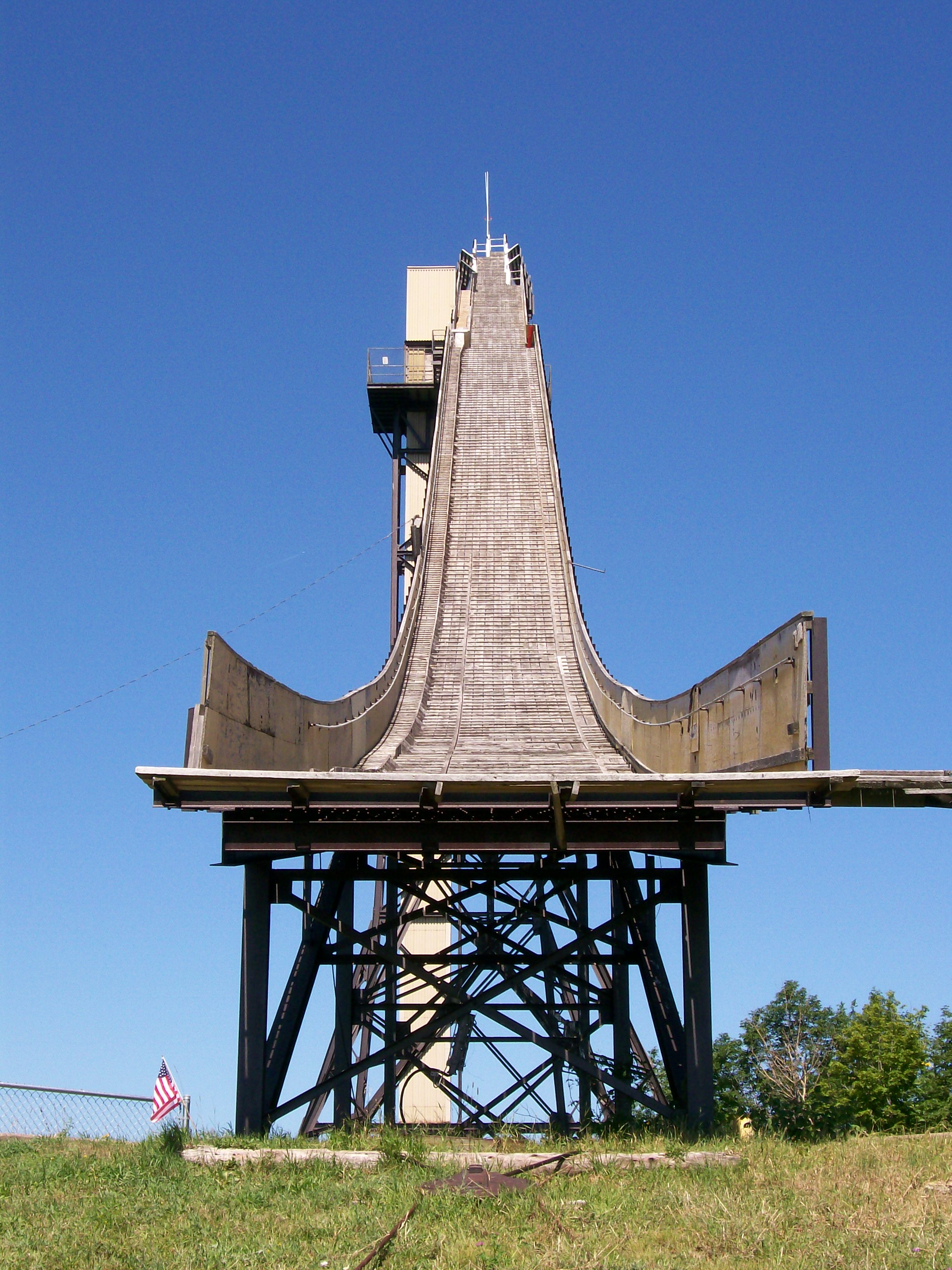
カッパーピークフライングシャンツェは1970年にオープンし1995年にクローズされた。

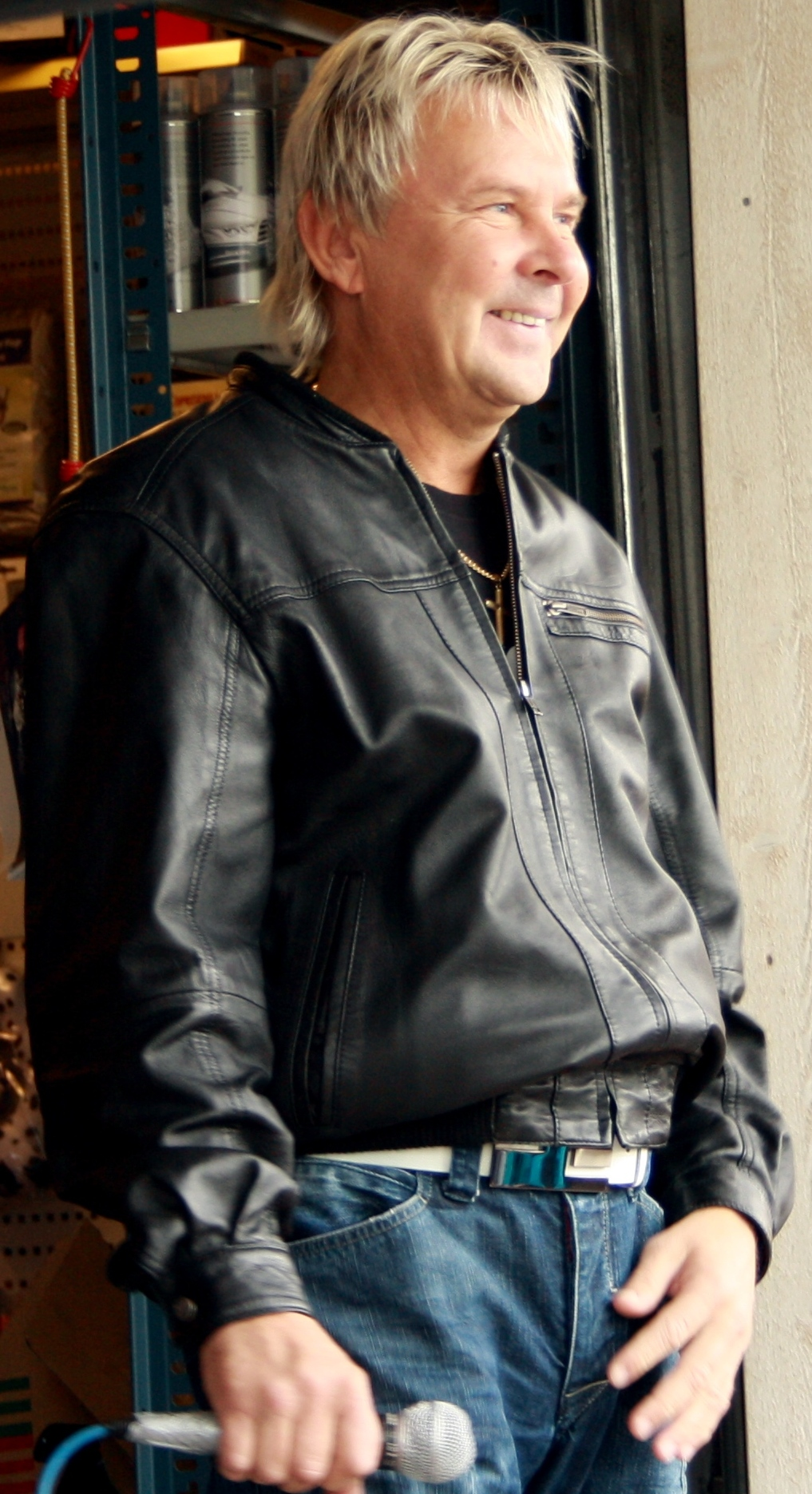
マッチ・ニッカネン (写真は2010年)は1980年代に活躍した。

ヨーロッパ以外でも1969年にアメリカ、ミシガン州アイアンウッドにK=145mのカッパーピークジャンプ台が建設され、1970年3月に北米最初のスキーフライング大会が行われた。ただしこのフライング台はヨーロッパのフライング台より規模が小さく、世界記録の更新合戦に加わることは無かった。スキージャンプ・ワールドカップは1981年に1度だけ行われ、1994年限りでFISの公認が切れてしまった。
1971年にオパティヤ（ユーゴスラビア、クロアチア）で開催されたFIS総会にて、1972年にプラニツァで第一回スキーフライング世界選手権を開催することが決定された。
1972年3月23日から26日に行われた第一回スキーフライング世界選手権は強風の影響で1日のみの本戦となり、スイスのヴァルター・シュタイナーが優勝、2位ハインツ・ウォジピヴォ（東ドイツ）、3位イジー・ラシュカ（チェコスロバキア）となった。
その長距離ジャンプから「鳥人」とニックネームされた21歳のシュタイナーにとっては直前の札幌オリンピック90m級銀メダルに続く輝かしい成績となった。翌1973年に179m、1974年に177mという驚異的なジャンプをしたがいずれも転倒し、世界記録にはカウントされていない。
シュタイナーはスキーフライングは「不条理の記念碑」として新記録を求めるだけの競技の終結を求め、自身の経験から、飛行曲線からの落下は潜在的に死の危険があると述べた。
「スキーフライングの安全性」は1970年代の主要なテーマとなった。
1976年、オーベルストドルフでのスキーフライング週間ではオーストリアの17歳アントン・インナウアーが初日に174m、二日目に176mと二日続けて世界記録を更新した。
最初の世界記録挑戦についてインナウアーは1992年に出版した自叙伝で述べている。「記録を作るには完璧なジャンプが必要だった」。
私はこの次元を知らず、私自身に起こったことに混乱した。地上に戻りたいと思っていた。次第に高度を失い、地上に舞い戻った。両足で着地して174メートルの世界記録を樹立した。
私はこのジャンプ台ではこれ以上完璧なジャンプは不可能であることを知った。それは、あまりに遠すぎた。
その後、スイスの物理学者ベノ・ニッヒがこのジャンプを分析し、インナウアーは途中で諦めなければ222メートルジャンプできたことを計算で導き出した。もっともこの時代ではそれだけ飛ぶと反対の斜面まで行ってしまうだろう。
インナウアーは、1972年と1977年の2度世界選手権を制したスイスのシュタイナーと並び1970年代最高のフライング選手であった。
1979年にスキーフライング世界選手権を制したアルミン・コグラーは1981年にオーベルストドルフで180mを飛んで5年ぶりに世界記録を更新。
全体的に見て、世界の指導者の間ではスキージャンプとスキーフライングの間に大きな違いは無いとみられていた。シュタイナーは1972年札幌オリンピック90m級銀メダリスト、インナウアーとコグラーはともにノルディックスキー世界選手権の70m級で金メダルを獲得している。
1979-1980シーズン、チェコスロバキアのハラホフにチェルチャークスキーフライングシャンツェがオープン、同じシーズンからスキージャンプ・ワールドカップも始まった。
ワールドカップでもスキーフライングが行われたが、当初は同じ日程で別にスキージャンプの試合も実施されており、最初のシーズンはスイスでスキージャンプ、ヴィケルスンでフライングのワールドカップが行われた。フライングでは地元のペール・ベルゲルードが勝利した。
同日程でスキージャンプとスキーフライングを実施する方式は翌シーズンまでで終了し、1981-1982シーズンからはスキーフライング単独でワールドカップにスケジュールされるようになり、これとは別に2年に一度スキーフライング世界選手権が開催されている。
1983年チェルチャークスキーフライングシャンツェで行われたスキーフライング世界選手権で地元のパベル・プロッツが181mの世界新記録を樹立した。
1980年代にスキーフライングで最も活躍したのはフィンランドのマッチ・ニッカネンであった。ニッカネンは1985年の世界選手権で優勝したほかワールドカップで6勝、また、通算4回世界記録を更新した。
1985年のスキーフライング世界選手権（プラニツァ）で、ニッカネンは他を圧倒した。マッチ・プーリ(Matti Pulli)コーチはニッカネンが危険な所まで飛びすぎないようにあえて風の条件が悪い時にスタートさせた。それにもかかわらず180mを超えるジャンプを連発、191mの世界新をマークするなど2位に50ポイントの大差をつけ優勝した。
翌1986年のスキーフライング世界選手権（クルム）では地元のアンドレアス・フェルダーがニッカネンの記録に並んだ。この直後FISは飛びすぎを防止するためとして191mを飛距離の上限としこれ以上の飛距離は認定しないこととした。
この措置に効果が無いことはすぐに証明された。1987年、プラニツァのワールドカップで測尺員はピオトル・フィヤスの大ジャンプを194mと発表し、観客と記録を共有したが記録は非公認となった。
後にアントン・インナウアーとマッチ・ニッカネンはそれぞれの自伝でFISのこの措置は「不合理」、「無意味」と断じた。
このルールは1994年スキーフライング世界選手権などの一部のレースの順位に影響を与えた。178mと182mを飛んだエスペン・ブレーデセンが2位、160mと199mを飛んだが上限ルールにより191mとして扱われたロベルト・チェコンが3位となった。表彰式の2時間半後、事実はチェコンが2位だとしてお互いのメダルを交換した。

### 最初の200m越えジャンプと発展（1990年代-現在）

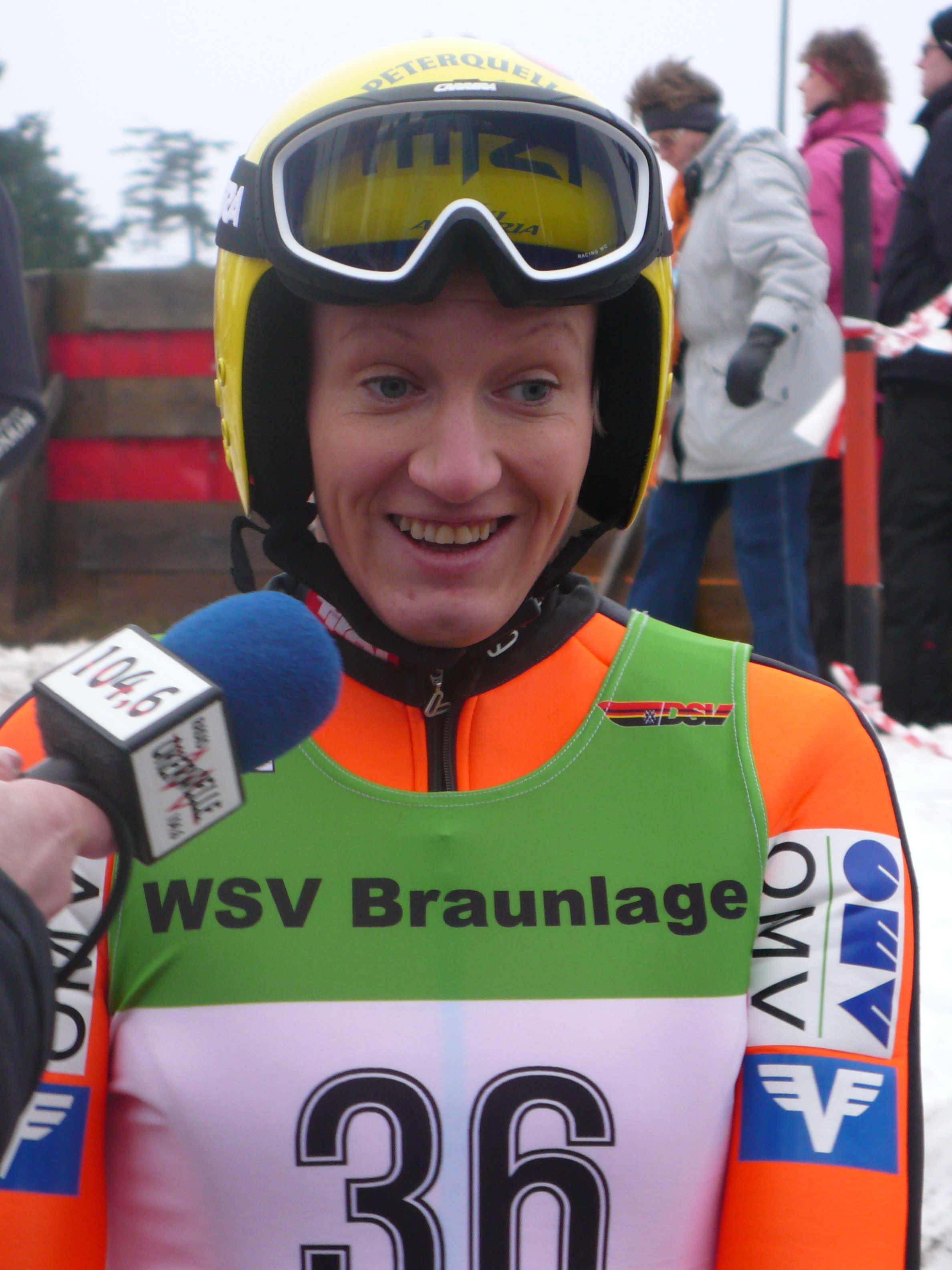
ダニエラ・イラシュコは2003年にクルムで女性初の200mジャンプを記録した。

上限ルール下の1994年スキーフライング世界選手権（プラニツァ）では実際には公式練習で200mを超えるジャンプが続出していた。3月17日の公式練習1日目、マルティン・ヘルバルトが196mで従来の記録を2m更新するとチームメートのアンドレアス・ゴルトベルガーが202mを飛んだがこれは転倒でノーカウント、フィンランドのトニ・ニエミネンが203mのジャンプを成功させた。ゴルトベルガーは2本目に202mを飛んだ。
翌3月18日はクリストフ・ドゥッフナーが207mを飛んだが転倒して負傷、エスペン・ブレーデセンが209mを成功させ、ヤロスラフ・サカラも200mを飛んだ。しかしこれらの記録は191mルールにより非公認となった。。この上限ルールは1995年に撤廃された。
2000年代に入るとスキーフライングはFISのプログラム内でますます重要となり、2000-2001シーズンはワールドカップ個人戦21試合中5試合がフライングヒルであった。
2004年のスキーフライング世界選手権から団体戦が採用され、ノルウェーチームが優勝した。
飛距離の記録は伸び続け、2000年にノルウェーのトーマス・ヘールが220mを越え224.5m、2003年にフィンランドのマッティ・ハウタマキが230mを越える231m、2005年3月20日にはビヨーン・アイナール・ローモーレンが239mを記録した。同じ日にヤンネ・アホネンは240m地点に到達したが、その時期は着地に不安を抱えていた上に、そのまま行けば平らなところまで行ってしまいそうな高い場所から無理矢理降りたため転倒してしまい記録とはならなかった。
2011年、ヴィケルスンのフライングヒルがK=195m、HS=225mに改築され、地元ノルウェーのヨハン・レメン・エベンセンが2月11日の予選ラウンドで246.5mを飛んだ。しかしこの記録はFISとしては公認しないこととした。
2月12日の本選ではグレゴア・シュリーレンツァウアーが243.5mを記録している。
2015年にプラニツァのフライングヒルがK=200m、HS=225mに改築（ヴィケルスンもK=200に変更）、2016年にバートミッテンドルフ、2017年にオーベルストドルフもそれぞれK=200m、HS=225mに改築されたためハラホフ以外のスキーフライングの競技場はすべてK=200m、HS=225mとなっている。
1997年、オーストリアのエヴァ・ガンスターは、クルムで女性初のスキーフライングを行い167mの女性世界記録を樹立した。ガンスターはそれまで112mの世界記録を保持しており、ギネス・ワールドレコーズに掲載された。
6年後の2003年1月29日、クルムでのスキージャンプ・ワールドカップのテストジャンプでダニエラ・イラシュコが200mを記録してガンスターの記録を更新した。これは当時岡部孝信が持っていたジャンプ台記録にあと5mと迫るものであった。
イラシュコのジャンプに関してはドイツナショナルチームのラインハルト・ヘスヘッドコーチが「彼女のチャレンジは尊重するがオーストリアチームは便乗して話題づくりをするべきではない」と述べた。
イラシュコ自身は、このジャンプは女性が男性と同様にジャンプできることを示したものだと述べた。
久しくスキーフライングで女子選手は最高でもフォージャンパー（テストジャンパー）でしか飛ぶことができなかったが、2022-23シーズンにRaw Airの一部としてFISカップ扱いで開催され、2023-24シーズンからはワールドカップの一部（Raw Airの一部でもある）として開催されている。
2010年2月にノルウェーのノルディック複合選手マグヌス・モーアンは、ノルウェー国営放送(NRK)の番組で、ノルディック複合にフライングを採用して20km走と組み合わせてはどうか、オーベルストドルフやクルムで開催できるだろうと語った。

## 空気力学
スキーフライングでの200m級ジャンプはノーマルヒルの2倍約8秒間のフライトになる。
長時間の飛行中に空気力学がフライトに及ぼす役割はスキージャンプより大きく、飛距離に影響を及ぼす。
そのため1950年代から1960年代にかけては、スキージャンプに先んじてスキーフライング場で初めて多くのスタイルの変化が発生した。
スポーツジャーナリストのブルーノ・モラヴィッツ(Bruno Moravetz)は、"最大の野外実験室"として、オーベルストドルフのスキーフライングシャンツェを説明した。たとえば、1950年のスキーフライング週間で、スイスのアンドレアス・デシャーは、ラインハート・シュトラウマンによって提唱されたフィッシュスタイルでジャンプして見せた。
これはそれまで飛行中は前方に突き出していた両腕を体側にぴったり付けるスタイルで、デシャースタイルとも呼ばれた。空気抵抗を減らし、より大きな浮力を得ることが出来、1950年代後半にはジャンプ選手はみなこのスタイルを取り入れた。
1960年代に飛距離が伸びて世界記録が続々と更新されると設計者は飛行曲線をより平坦にするためにカンテを数メートル後方に移動するようになった。
オーベルストドルフのフライングシャンツェを設計したハイニ・クロッパーは1967年に、空気力学的に低い飛行曲線はより安全に長距離のジャンプを可能にすると述べた。
転倒のリスクが減少したことによりFISは120mの制限距離をなくした。
また飛距離が伸びるにつれて着地時の速度も増加し、1969年にプラニツァで測定されたデータでは助走路140m、同傾斜38度で踏切時114km/h、着地時145.8km/hに達した。
現在では踏切の速度は100～105km/h、着地時の速度は140～150km/hと当時とあまり変わらないが1980年代後半から取り入れられたV字スタイルにより飛距離は更に伸びた。
スキーフライングでテストされたフィッシュスタイル（デシャースタイル）は数年後にスキージャンプへも適用されてきたが、今日フライングとスキージャンプの間に技術的な相違点があるわけではない。
現在はロベルト・クラニエッツやマルティン・コッホがスキーフライングのスペシャリストと考えられている。

## 心理的負担
100km/h前後の高速で空中に飛び出し、8秒から10秒間飛行するスキーフライングは選手に多大な心理的圧力を課す。インスブルック大学の研究では、飛行中のジャンパーは神経系を酷使して"視覚刺激の洪水"を処理していることが分かった。
これは、スキージャンプ選手の脳内ではアドレナリンが多量に分泌されて異化状態に達し、最終的に重圧をそれ以上増やさない状態を作り出すことを意味する。
慢性的なストレスに誘導される不安からの保護メカニズムは肉体的に排尿の増加（利尿不安）や協調制約などをもたらす。
協調制約を回避するには、精神的・肉体的に極限状態となるスキーフライングを、集中してトレーニングすることである。これにより最終的に自動的に極限状態を処理するシナプスが形成される。
しかし問題は、スキーフライングのシャンツェを整備するにはコストがかかるため、十分にトレーニングする機会が得られないことである。
したがって、選手はわずかのトレーニング機会で風の状況やジャンプ台の癖を見抜かなければならない。小さなミスが重大な事故を起こす危険性があり、長期的にトラウマを引き起こすこともある。
例として1983年、当時19歳の東ドイツのイェンス・バイスフロクがハラコフで突風に煽られて大転倒し怪我を負い、翌シーズン大きなジャンプ台ではパニック症状に苦しんだ。トラウマの克服には登山が役立った。
2000年代初めにドイツナショナルチームのヘッドコーチに就任したラインハルト・ヘスは選手に極限状態を体感させるため激しいサッカーの練習に続けてカートレースを体験させた。
また、日本人でも飛行曲線の高い原田雅彦は成功ジャンプでも途中でジャンプを止めて手前で降りることもあったほか、強風の中で行われた1998年のヴィケルスンでの大会では1本目3位ながら2本目を棄権している（この時他にディーター・トーマやアンドレアス・ゴルトベルガーなど、飛行曲線の高いジャンパーがこぞって2本目を棄権した）。一方で着地斜面をなめるジャンプが持ち味の岡部孝信や船木和喜はフライングヒルを苦にしていなかった。
2010年に改修されたヴィケルスンの新フライング台こけら落としを前に世界記録保持者のビヨーン・アイナール・ローモーレンがスキージャンプとスキーフライングの違いについて語った。
"スキーフライングはリスク自体大きいが、コンディションをベストに調整すればベストのジャンプが出来る。ヴィケルスンではプラニツァより良いジャンプが期待できる。"
また、かつてのスキーフライングチャンピオンディーター・トーマは、"スキーフライングの感覚は愛情と自動車事故を免れた時の感覚を混ぜ合わせたようなものだ"と語った。

## 規則
FISの国際スキー競技規則(ICR)ではスキーフライングは独立した段落で規定され、スキージャンプとの差異のみが示されている。大部分は共通のルールとなっている。競技場、失格のルール、採点方法いずれも同一で、違いは無い。主な相違点は第454項でスキーフライング大会として次のように規定されている。
。
FISの理事会はすべての公認スキーフライング大会を主催しなければならない。またフライングヒルの所有者はFISの同意と認可無しにその施設を使用しないことを受け入れなければならない。
フォージャンパー（テストジャンパー）は十分な技量を持つ18歳以上の、その国のスキー連盟に登録された者でなければならない。
選手は一日当たり4本の飛躍を上限とする。
飛距離点はK点を120点とし、1mごとに1.2ポイントを増減する。
また、スキーフライング・ワールドカップでは本選出場者を40人とし、シーズン最終戦においては総合ランキングの上位30人とする。

## スキーフライング台（フライングヒル）の一覧
| 所在国                                     | 所在地                                | ジャンプ台                         | ヒルサイズ | 画像          | 完成   | バッケンレコード | レコード達成日                                   | レコード保持者                                                                    |
| ------------------------------------------ | ------------------------------------- | ---------------------------------- | ---------- | ------------- | ------ | ---------------- | ------------------------------------------------ | --------------------------------------------------------------------------------- |
| ノルウェー                                 | ヴィケルスン                          | ヴィケルスンジャンプ競技場         | HS240      |               | 1936年 | 253.5m           | 2015年2月15日                                    | シュテファン・クラフト · （ オーストリア）                                        |
| スロベニア                                 | プラニツァ                            | レタウニツァ・ブラトウ・ゴリシェク | HS240      |               | 1969年 | 254.5m           | 2025年3月30日                                    | ドメン・プレヴツ （ スロベニア）                                                  |
| オーストリア                               | バート・ミッテルンドルフ/タウプリッツ | Kulm (Bad Mitterndorf)             | HS235      |               | 1950年 | 244.0m           | 2016年1月16日                                    | ペテル・プレヴツ （ スロベニア）                                                  |
| ドイツ                                     | オーベルストドルフ                    | Heini-Klopfer-Skiflugschanze       | HS225      |               | 1950年 | 238.5m           | 2017年2月5日                                     | アンドレアス・ウェリンガー （ ドイツ）                                            |
| チェコ                                     | ハラホフ                              | Čerťák-Flugschanze                 | HS205      |               | 1979年 | 214.5m           | 2002年3月9日                                     | マッティ・ハウタマキ · （ フィンランド）                                          |
| チェコ                                     | ハラホフ                              | Čerťák-Flugschanze                 | HS205      | 2008年1月18日 | 1979年 | 214.5m           | トーマス・モルゲンシュテルン · （ オーストリア） |                                                                                   |
| 過去にフライング台として扱われたジャンプ台 |                                       |                                    |            |               |        |                  |                                                  |                                                                                   |
| アメリカ合衆国                             | アイアンウッド (ミシガン州)           | Copper Peak                        | K=145      |               | 1969年 | 158.0m           | 1994年2月22日 1994年2月23日                      | マティアス・ウォルナー · （ オーストリア） · ウェルナー・シュスター · （ ドイツ） |
| スロベニア                                 | プラニツァ                            | ブロウトコヴァ・ヴェリカンカ       | K=120      |               | 1934年 | 147.0m           | 1998年3月22日                                    | 葛西紀明 （ 日本）                                                                |

## 文献
- Jens Jahn und Egon Theiner: Enzyklopädie des Skispringens. Agon Sportverlag. Kassel 2004. ISBN 3-89784-099-5.
- Kurt Schauppmeier: Das Buch vom Wintersport. Stadion Verlag München 1964. Seiten 58–72.
- Klaus Ullrich: 124 Meter in Planica. In: Sprung nach vorn. Sportverlag. Berlin 1959. Seiten 89–106.